# Ashes from Hell
Ashes from Hell är en EP med det amerikanska death metal-bandet Possessed, utgivet den 2006 av skivbolaget Boneless Records. Sida A består av två remixade demo-inspelningar och sida B är en live-inspelning från Ruthies Inn, Berkeley, Kalifornien 7 september 1985.

## Låtförteckning
Sida A
1. "The Exorcist" (Ashes Edit) – 4:24
2. "Confessions" (Rough Mix) – 2:31

Sida B
1. "Death Metal" (live) – 3:10
2. "Burning In Hell" (live) – 3:02

## Medverkande
Musiker (Possessed-medlemmar)
- Jeff Becerra – sång, basgitarr
- Mike Torrao – gitarr
- Larry LaLonde – gitarr
- Mike Sus – trummor